# Vaitheeswarankoil
Vaitheeswarankoil (o Vaithisvarankoil, Vaithiswarankoil) è una suddivisione dell'India, classificata come town panchayat, di 7.522 abitanti, situata nel distretto di Nagapattinam, nello stato federato del Tamil Nadu. In base al numero di abitanti la città rientra nella classe V (da 5.000 a 9.999 persone).

## Geografia fisica
La città è situata a 11° 11' 60 N e 79° 43' 60 E e ha un'altitudine di 3 m s.l.m..

## Società

### Evoluzione demografica
Al censimento del 2001 la popolazione di Vaitheeswarankoil assommava a 7.522 persone, delle quali 3.796 maschi e 3.726 femmine. I bambini di età inferiore o uguale ai sei anni assommavano a 796, dei quali 412 maschi e 384 femmine. Infine, coloro che erano in grado di saper almeno leggere e scrivere erano 5.501, dei quali 3.023 maschi e 2.478 femmine.